# Радијант (метеорски рој)
Радијант је тачка на небеској сфери из које метеори одређеног метеорског роја дивергирају, тј. као да привидно излазе из једне тачке на небу. Метеориди у одређеном метеорском роју долазе до Земљине атмосфере крећући се на паралелним путањама. Појава да посматрачу изледа да метеори излећу из једне тачке је само ефекат перспективе. Неки ројеви имају више од једног радијанта, који се јављају због већег броја појаса метеороида унутар истог метеорског потока. Сваки радијант се креће према истоку брзином од 4 минута ректасцензије дневно услед Земљиног орбиталног кретања око Сунца.